# Robert IV van Dreux
Robert IV van Dreux (circa 1241 - 12 november 1282) was van 1249 tot aan zijn dood graaf van Dreux en Braine. Hij behoorde tot het huis Dreux-Bretagne.

## Levensloop
Robert IV was de oudste zoon van graaf Jan I van Dreux en Maria van Bourbon, dochter van heer Archimbald VIII van Bourbon. In 1249 volgde hij zijn vader op als graaf van Dreux en Braine. In 1269 en opnieuw in 1274 bevestigde hij de stedelijke privilegies van Dreux in een charter.
In 1270 begeleidde hij koning Lodewijk IX van Frankrijk bij de Zevende Kruistocht. In 1272 nam hij dan weer deel aan de veldtocht van koning Filips III van Frankrijk tegen graaf Rogier Bernard III van Foix. 
Robert IV stierf in 1282, waarna hij werd bijgezet in de Saint-Yvedabdij van Braine.

## Huwelijk en nakomelingen
In 1260 huwde Robert IV met gravin Beatrix van Montfort (1248-1312). Ze kregen zes kinderen:
- Maria (circa 1261/1262-1276), huwde in 1275 met heer Matheus IV van Montmorency
- Yolande (1263-1322), gravin van Montfort, huwde in 1285 met koning Alexander III van Schotland en in 1294 met hertog Arthur II van Bretagne
- Jan II (1265-1309), graaf van Dreux
- Johanna, gravin van Braine, huwde met graaf Jan IV van Roucy en in 1304 met heer van Puisaye Jan van Bar
- Beatrix (1270-1328), abdis van Pont-Royal
- Robert, heer van Château-du-Loire